# Aedh
Aedh (škot. Áed mac Cináeda) (? - kraj Strathallana, 878.), kralj Pikta i Škota od 877. do 878. godine. Sin je kralja Kennetha I. MacAlpina i nasljednik brata, Konstantina I. iz dinastije Alpina.
Ubio ga je rođak Giric jedva godinu nakon što je ustoličen za kralja.